# Antiche unità di misura del circondario di Piacenza
Sono qui riportate le conversioni tra le antiche unità di misura in uso nel circondario di Piacenza e il sistema metrico decimale, così come stabilite ufficialmente nel 1877.
Nonostante l'apparente precisione nelle tavole, in molti casi è necessario considerare che i campioni utilizzati (anche per le tavole di epoca napoleonica) erano di fattura approssimativa o discordanti tra loro.

## Misure di lunghezza
| Comuni         | Denominazione      | Valore   | Unità |
| -------------- | ------------------ | -------- | ----- |
| Tutti i comuni | Braccio mercantile | 0,675000 | m     |
| Tutti i comuni | Braccio da muro    | 0,469565 | m     |

Il braccio mercantile di Piacenza si divide in metà, terzi, quarti, sesti, ottavi, dodicesimi e sedicesimi.
Il braccio da muro, base delle misure agrario, si divide in 12 once, l'oncia in 12 punti, il punto in 12 atomi.
Sei braccia da muro fanno il trabucco, due trabucchi fanno la canna agrimensoria.

## Misure di superficie
| Comuni         | Denominazione | Valore   | Unità |
| -------------- | ------------- | -------- | ----- |
| Tutti i comuni | Pertica       | 762,0186 | m²    |

La pertica di Piacenza è di 96 trabucchi quadrati e si divide in 24 tavole.
La tavola agraria di quattro trabucchi quadrati si divide in 12 piedi o braccia agrario, il piede in 12 once, l'oncia in 12 punti, il punto in 12 atomi.
La canna quadrata o tavola agraria di quattro trabucchi quadrati è di 144 braccia quadrate, il braccio quadrato è di 144 once quadrato.
Il trabucco quadrato è di 36 braccia da muro quadrate.

## Misure di volume
| Comuni         | Denominazione | Valore    | Unità |
| -------------- | ------------- | --------- | ----- |
| Tutti i comuni | Quadretto     | 103,535   | L     |
| Tutti i comuni | Pilotto       | 22363,589 | L     |

Il quadretto o braccio cubo si divide in 12 once, l'oncia in 12 punti, il punto in 12 atomi.
Il pilotto, misura della legna da fuoco, è di 216 quadretti.

## Misure di capacità per gli aridi
| Comuni         | Denominazione | Valore  | Unità |
| -------------- | ------------- | ------- | ----- |
| Tutti i comuni | Staio         | 34,8200 | L     |

Lo staio si divide in 2 mine od in 15 coppelli, il coppello in 2 mezzi od in 4 quarti.

## Misure di capacità per i liquidi
| Comuni                                       | Denominazione | Valore   | Unità |
| -------------------------------------------- | ------------- | -------- | ----- |
| Tutti i comuni                               | Brenta        | 75,7712  | L     |
| Bettola, Coli, Ferriere, Borgo S. Bernardino | Soma          | 113,6568 | L     |

La brenta di Piacenza si divide in 48 pinte, la pinta in 2 boccali, il boccale in 2 mezzi.
La soma di Bettola non figura nelle tavole del 1861.

## Pesi
| Comuni         | Denominazione | Valore  | Unità |
| -------------- | ------------- | ------- | ----- |
| Tutti i comuni | Libbra        | 317,517 | g     |

La libbra di Piacenza si divide in 12 once, l'oncia in 24 denari, il denaro in 24 grani.
25 libbre fanno un peso o rubbo.
Gli orefici usavano il marco di Milano eguale a grammi 234,997.